# Кастель-Сан-Джованни
Кастэль-Сан-Джованни (итал. Castel San Giovanni) —  город в Италии, располагается в регионе Эмилия-Романья, подчиняется административному центру Пьяченца.
Население составляет 11 908 человек, плотность населения составляет 271 чел./км². Занимает площадь 44 км². Почтовый индекс — 29015. Телефонный код — 0523.
Покровителем населённого пункта считается святой Иоанн Креститель. Праздник ежегодно празднуется 24 июня.